# FairTax
El FairTax, (en español: 'impuesto justo') es una propuesta de reforma a las leyes federales impositivas en los Estados Unidos. Éste sustituiría a todos los impuestos federales, incluyendo la alternativa mínima de impuestos, impuestos corporativos, e impuestos sobre las ganancias de capital; impuestos sobre la nómina, incluyendo el Seguro Social y el Medicare; impuestos sobre donaciones, e impuestos de bienes con un único impuesto al consumo nacional en el comercio minorista. Aplicaría un impuesto único al momento de compra de todos los nuevos productos y servicios para el consumo personal; y un pago mensual por parte de todos los residentes legales en hogares de los Estados Unidos, como un reembolso en adelantado, en inglés "prebate", del impuesto sobre las compras arriba del nivel de pobreza.
Desde que fue presentado por primera vez en el Congreso de los Estados Unidos en 1999, una serie de comités del Congreso han escuchado el testimonio en la propuesta; sin embargo, no ha sido aprobada por ninguna comisión y aún no ha tenido ningún efecto sobre el sistema tributario en los últimos años. Recientemente, un movimiento a la reforma tributaria ha estado trabajando detrás de la propuesta FairTax. La atención aumentó después de que Neal Boortz —conductor de radio— y el congresista de Georgia, John Linder, publicaran The FairTax Book en 2005; además de que la campaña presidencial durante el 2008, le diera una visibilidad adicional.
Como se define en la legislación propuesta, la tasa del impuesto es del 23% para el primer año. Este porcentaje se basa en la cantidad total pagada por impuestos ($ 23 de cada $ 100 gastados en total). Esto sería equivalente al impuesto de 30% sobre las ventas en Estados Unidos ($ 23 de cada $ 77 gastados, $ 100 en total). La tasa se ajustaría anualmente de manera automática en función de los ingresos federales recibidos en el año fiscal anterior. Con el reembolso tomado en consideración, el FairTax sería progresivo en el consumo, pero también sería regresivo sobre los ingresos en los niveles más altos, ya que el consumo cae como un porcentaje de los ingresos.
Por una parte, los opositores argumentan que lo anterior tiene como consecuencia una disminución de la carga fiscal de los trabajadores de altos ingresos y aumentarla sobre los de la clase media; y por otra, los partidarios sostienen que este plan recaudaría impuestos de una manera efectiva, aumentando el poder adquisitivo y disminuirá las cargas fiscales mediante la ampliación de la base tributaria.
Los partidarios de la reforma afirman que un impuesto sobre el consumo aumentaría el ahorro y la inversión, facilitaría el cumplimiento fiscal y aumentaría el crecimiento económico, aumentando los incentivos para que las compañías internacionales se trasladen e incrementen la competitividad de Estados Unidos en el comercio internacional. El plan está destinado a aumentar la transparencia de los costos de financiación del gobierno federal, por lo que también creen que aumentarían las libertades civiles en beneficio del medio ambiente, y aplicaría una imposición fiscal sobre actividad ilegal y sobre inmigrantes indocumentados. Sin embargo, los oponentes sostienen que un impuesto al consumo de este tamaño sería extremadamente difícil de recaudar, y daría lugar a la evasión de impuestos.  Argumentan que la tasa de impuesto sobre las ventas propuesto, reduciría los ingresos del sistema fiscal actual, lo que lleva a un aumento del déficit presupuestario. Otras preocupaciones, incluyen la propuesta de la derogación de la Decimosexta Enmienda, la eliminación de los incentivos de deducción de impuestos, efectos de transición sobre los ahorros después de impuestos, incentivos sobre el uso de crédito, y la pérdida de ventajas fiscales a los bonos estatales y locales.

## Visión general y la historia Legislativa

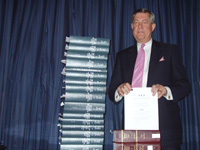
El Representante John Linder sosteniendo la página No. 133 del Fair Tax Act del 2007, en contraste con el código vigente, en ese momento, de impuestos de EE.UU. y las regulaciones del IRS.

La legislación eliminaría el Servicio de Impuestos Internos después de tres años, y establecería las Agencias de Impuestos Especiales y de Impuestos sobre la Venta en el Departamento del Tesoro. A los estados se les otorgaría la autoridad primaria de la recaudación de impuestos sobre la venta, así como el envío de dichos ingresos al Departamento del Tesoro. El plan fue creado por "Los Estadounidenses por los Impuestos Justos", un grupo defensor formado para cambiar el sistema de impuestos. El grupo afirma que, junto con economistas, se desarrolló el plan y se dio el nombre de "Fair Tax o Impuestos Justos"  basado en entrevistas, encuestas y grupos de enfoque al público en general.
La legislación Fair Tax ha sido introducida a la Cámara por los republicanos de Georgia, John Linder (1999-2010) y Rob Woodall (2011-2014); y al Senado, por el republicano de Georgia, Saxby Chambliss (2003-2014). Linder propuso por primera vez la Ley del Impuesto Justo o el Fair Tax Act el 14 de julio de 1999, en el 106.º Congreso de los Estados Unidos. Un proyecto de ley, sustancialmente similar, se volvió a proponer en cada sesión subsiguiente del Congreso. El proyecto de ley atrajo a un total de 56 co-promotores en el 108.º Congreso; 61 en el 109.º; 76 en el 110.º; 70 en el número 111.º; 78 en el 112.º; y 83 en el número 113.º. 
El expresidente de la Cámara, Dennis Hastert (republicano), había co-patrocinado el proyecto de ley en el 109.º–110.º Congreso, pero no recibió el apoyo de los líderes demócratas. El representante demócrata de Minnesota, Collin Peterson; y el senador demócrata de Georgia, Zell Miller, co-promovieron y presentaron el FairTax Act en el 108.º Congreso, pero para ese entonces Peterson ya no copatrocinaba el proyecto de ley y Miller había dejado el Senado. Por ello, en el 109.º–111.º Congreso, el representante Dan Boren fue el único demócrata copatrocinador de la propuesta de ley. Algunos comités del Congreso escucharon el testimonio de la FairTax, pero no se movió de la comisión desde su introducción en 1999. La legislación también fue discutida con el expresidente George W. Bush y su Secretario de Tesoro, Henry M. Paulson.
Para convertirse en ley, la propuesta necesita ser incluida en una versión final de la legislación fiscal de la Comisión de la Cámara de Medios y Arbitrios de E.U.A.; pasar a ambas Cámaras, la Cámara de Representantes y el Senado, para finalmente ser firmada por el presidente. En 2005, el entonces presidente, George W. Bush, estableció un grupo consultor sobre la reforma fiscal, que examinó las diversas variantes nacionales de impuestos sobre la venta, incluyendo aspectos del FairTax, y señaló varias preocupaciones. Estas incluían incertidumbres en cuanto a los ingresos que se generarían, y las dificultades de aplicación y su administración, lo que hizo que este tipo de impuestos fueran no deseables como para recomendarlos en el informe final. Este grupo consultor no examinó el FairTax Act como se propuso en la legislación. Sin embargo, el FairTax recibió visibilidad en las elecciones presidenciales del 2008 por el tema de impuestos y el IRS, con varios candidatos apoyando el proyecto de ley. Una encuesta en 2009, por Rasmussen Reports, encontró que el 43% de los estadounidenses apoyaría el impuesto nacional a las ventas, con un 38% en oposición. Aunque el impuesto sobre la venta fue visto como el más justo por 52% de los republicanos, 44% de los demócratas y 49% de los no afiliados, el presidente Barack Obama no apoya la propuesta de ley, argumentando que hay cambios más progresistas al sistema de impuesto sobre la renta y nómina.

## Tasa de impuesto
La tasa de impuesto sobre la venta, tal como se define en la legislación para el primer año, es del 23% del pago total incluyendo el impuesto ($23 de cada $100 gastados en total), calculada de manera similar que el impuesto sobre la nómina. Esto sería equivalente al impuesto tradicional del 30% sobre la venta ($23 sobre cada $77 gastados— $100 en total, o $30 sobre cada $100 gastados— $130 totales). Después del primer año de ejecución, esta tasa se ajustaría anualmente de manera automática usando una fórmula predefinida que refleje los ingresos federales reales del año anterior.
La tasa efectiva de impuestos para cualquier hogar sería variable debido al reembolso del impuesto fijo mensual que es usado para retornar los impuestos pagados en las compras que rebasan los niveles de pobreza. El impuesto se aplicaría a todas las ventas minoristas en Estados Unidos para el consumo personal de bienes y servicios nuevos. Los críticos argumentan que la tasa de impuestos sobre las ventas, definida en la legislación, no sería un ingreso neutral; es decir, que recolectaría menos para el gobierno que el sistema fiscal actual, y por lo tanto aumentaría el déficit presupuestario, a menos que el gasto público se redujera por igual.

### Tasa de impuesto sobre las ventas
Durante el primer año de aplicación, la legislación del FairTax aplicaría un impuesto federal sobre la venta al por menor, del 23% sobre el valor total de la transacción de la compra. En otras palabras, los consumidores pagarían al gobierno 23 centavos de cada dólar gastado en total, lo que a veces llamado impuesto indirecto. Sería presentado de esta manera para hacer una comparación directa con el salario y los impuestos sobre la nómina que reducen el dinero disponible de una persona antes de que puedan realizar compras. El equivalente de la tasa del impuesto evaluado es del 30%. Si el Fair Tax es aplicado al precio antes de impuestos de un bien, como los impuestos tradicionales de ventas de Estados Unidos —a veces llamados impuestos directos—  no es directamente comparable con el ingreso actual y los impuestos de empleo. Después del primer año de ejecución, esta tasa de impuesto se ajustaría de forma automática anualmente usando una fórmula especificada en la legislación, que refleja los ingresos federales reales en el ejercicio anterior.

### Tasa de impuesto efectiva
La tasa de impuestos efectiva del consumo en el hogar variaría de acuerdo a los gastos anuales en artículos sujetos a impuestos y al reembolso mensual de éstos. La bonificación del impuesto tendría el mayor efecto en los niveles bajos de gasto, donde se podría reducir la tasa efectiva del hogar a cero o menos. En el Fair Tax, la tasa impositiva efectiva más baja podría ser negativa debido al reembolso de los hogares con cantidades de gasto anuales por debajo del gasto del nivel de pobreza para un hogar de tamaño específico. En los niveles más altos del gasto, el descuento tiene un menor impacto, y la tasa efectiva de impuestos del hogar se acercaría un 23% del gasto total. El gasto personal al nivel de pobreza tendría una tasa efectiva del 0%, mientras que alguien gastando cuatro veces sobre el nivel de pobreza tendría una tasa efectiva del 17.2%. La compra o la recepción de artículos y servicios, no sujetos a las leyes federales de impuestos —como una casa o un automóvil usado—, puede contribuir a una menor tasa efectiva. La cantidad total de gasto y la proporción del gasto asignado a los artículos bajo impuestos, determinarían la tasa efectiva de impuestos en el consumo del hogar. Sí una tasa se calcula sobre la renta, en lugar de la base tributaria, el porcentaje podría exceder la tasa de impuesto legal en un año determinado.

### Reembolso mensual de impuestos
| Un adulto en el hogar | Un adulto en el hogar       | Un adulto en el hogar | Un adulto en el hogar | Dos adultos en el hogar | Dos adultos en el hogar     | Dos adultos en el hogar | Dos adultos en el hogar |
| Tamaño de la familia | Asignación Anual al Consumo | Reembolso Anual       | Reembolso Mensual     | Tamaño de la familia    | Asignación Anual al Consumo | Reembolso Anual         | Reembolso Mensual       |
| --- | --------------------------- | --------------------- | --------------------- | ----------------------- | --------------------------- | ----------------------- | ----------------------- |
| 1 persona | $11,770                     | $2,707                | $226                  | 1 pareja                | $23,540                     | $5,414                  | $451                    |
| y 1 niño | $15,930                     | $3,664                | $305                  | y 1 niño                | $27,700                     | $6,371                  | $531                    |
| y 2 niños | $20,090                     | $4,621                | $385                  | y 2 niños               | $31,860                     | $7,328                  | $611                    |
| y 3 niños | $24,250                     | $5,578                | $465                  | y 3 niños               | $36,020                     | $8,285                  | $690                    |
| y 4 niños | $28,410                     | $6,534                | $545                  | y 4 niños               | $40,180                     | $9,241                  | $770                    |
| y 5 niños | $32,570                     | $7,491                | $624                  | y 5 niños               | $44,340                     | $10,198                 | $850                    |
| y 6 niños | $36,490                     | $8,393                | $699                  | y 6 niños               | $48,500                     | $11,155                 | $930                    |
| y 7 niños | $40,890                     | $9,405                | $784                  | y 7 niños               | $52,660                     | $12,112                 | $1,009                  |
| La asignación para el consumo anual se basa en las Directrices de Pobreza del DHHS del 2015, publicadas en el Registro Federal, el 22 de enero de 2015. No hay ninguna sanción al matrimonio, la cantidad de la pareja es el doble de la cantidad que recibe un solo adulto. Para las familias / hogares con más de 8 personas, agregue $ 4,160 a la asignación del consumo anual por cada persona adicional. La asignación para el consumo anual es la cantidad de gastos que es "libre de impuestos" bajo el FairTax. |                             |                       |                       |                         |                             |                         |                         |

Bajo el FairTax, el hogar de residentes legales de los Estados Unidos serían elegibles para recibir una "Asignación para el consumo de la familia", en inglés Family Consumption Allowance (FCA). Esto sería en función del tamaño de la familia, independientemente de los ingresos, que es igual a la estimación total del Fair Tax pagado sobre el gasto del nivel de pobreza, de acuerdo con las pautas de pobreza publicadas por el Departamento de Salud y Servicios Humanos de Estados Unidos.
El FCA es una devolución de impuestos, conocido como "prebate", ya que se daría de manera anticipada, en doce cuotas mensuales, y ajustada por la inflación. El reembolso está destinado a eliminar la imposición de impuestos sobre las necesidades del hogar y hacer que el plan sea progresivo. Los hogares se registrarían una vez al año con su autoridad administradora de impuesto sobre las ventas, proporcionando los nombres y números de seguridad social de cada miembro de la familia. La Administración del Seguro Social podría distribuir los pagos mensuales del reembolso en forma de un cheque, en papel por correo postal, como transferencia electrónica de fondos a una cuenta bancaria, o como una "tarjeta inteligente" que se podría utilizar como una de débito.
Oponentes al plan critican esta devolución de impuestos debido a sus costos. Los economistas del Instituto Beacon Hill estiman que el costo total del reembolso es de $ 489 mil millones, asumiendo una participación del 100%. Además, el economista Bruce Bartlett, ha argumentado que la devolución crearía una gran oportunidad para el fraude, trata a niños de manera desigual, y podría constituir una ayuda de asistencia independiente de la necesidad.
El Grupo Asesor del Presidente Bush para la Reforma Fiscal de la Federación, citó al reembolso como una de sus preocupaciones principales al analizar el impuesto nacional a las ventas, afirmando que sería el programa de ayuda social más grande en la historia estadounidense, y alegando que éste podría "hacer dependiente a la mayoría de las familias estadounidenses de cheques mensuales del gobierno federal". Estimado por el panel de asesores, el Programa del reembolso costaría aproximadamente $ 600 mil millones de dólares,  más que todo el gasto presupuestado en el año 2006 en los Departamentos de Agricultura, Comercio, Defensa, Educación, Energía, Seguridad Nacional, Vivienda y Desarrollo Urbano, y del Interior combinados. Los autores señalan que las deducciones de impuestos, los impuestos preferentes, elusiones fiscales, créditos, etc., bajo el sistema actual, se estiman en $ 945 mil millones por el Comité Conjunto de impuestos. Ellos argumentan que esto es $ 456 mil millones más que lo que el programa "devolución de impuestos" del Fair Tax podría gastar en cubrir los gastos de impuestos de cada persona arriba del nivel de pobreza. Además, fue estimado que para el año 2005 el Servicio de Impuestos Internos ya está enviando $ 270 mil millones de dólares en cheques de reembolso.

### Presentación de la tasa de impuestos

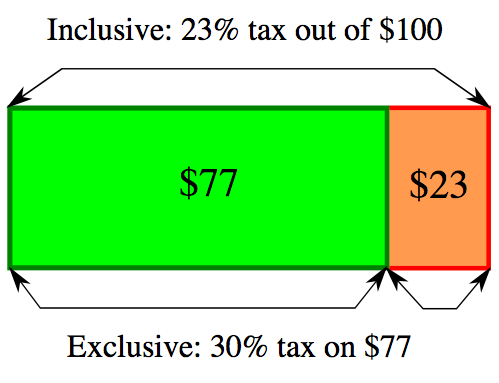
Matemáticamente, un impuesto de 23% fuera de $100 rinde aproximadamente lo mismo que un impuesto del 30% sobre $77.

Los impuestos sobre la venta y sobre la renta se comportan de manera diferente debido a las diferentes definiciones de la base tributaria, lo cual puede hacer confusa la comparación entre los dos. Bajo la fórmula existente de impuestos del ingreso individual más el empleo (seguridad social; Medicare; Medicaid), los impuestos a pagar se incluyen en la base sobre la que se impone la tasa de impuesto, conocido como impuesto indirecto. Si el ingreso bruto de un individuo es de $ 100, y la suma de su tasa de impuesto sobre la renta más el empleo es del 23%, el impuesto adeudado es igual a $ 23. Los impuestos estatales tradicionales se imponen sobre una base fiscal igual a la porción antes de impuestos del precio de un bien, conocido como impuesto directo. Un bien a un precio de $77, con una tasa de impuesto sobre las ventas del 30%, obtiene $23 en impuestos adeudados. Para ajustar la tasa impuestos indirecto a la del impuesto directo, se divide la tasa dada por uno menos que la tasa (i.e. {\displaystyle .23/.77=.30}).
La tasa del impuesto legal del Fair Tax, a diferencia de la mayoría de los impuestos sobre las ventas estatales de los Estados Unidos, se presenta sobre una base tributaria que incluye la cantidad pagada del Fair Tax. Por ejemplo, el precio final después de impuestos de $ 100, incluiría $23 de impuestos. A pesar de que tal requisito no está incluido en el texto de la legislación, el congresista John Linder ha declarado que el Fair Tax se implementaría como un impuesto indirecto, el cual incluiría el impuesto en el precio de venta, no añadido al momento del checkout; es decir, un artículo por cinco dólares en el estante, sería de cinco dólares en total. La legislación requiere que el recibo muestre el impuesto como un 23% del total. Linder, establece que el Fair Tax sea presentado como un tipo de gravamen del 23% para una fácil comparación con las tasas de impuestos sobre el ingreso y empleo —los impuestos que serían reemplazar—. Los opositores del plan la llaman, la semántica engañosa. Esto porque el sitio web, FactCheck, dijo que la presentación oculta la verdad sobre la tasa de impuestos. Además de que Bruce Bartlett, afirmó que las encuestas muestran que el apoyo a la reforma fiscal es extremadamente sensible a la tarifa propuesta. Por eso, por el método convencional de cálculo de impuestos sobre las ventas, fue que la caracterizaron como "confusa y engañosa" . Los autores creen que es inexacto y engañoso decir que un impuesto sobre la renta es el 23% y que en el FairTax es del 30%, como sí se implicara que la carga de impuesto sobre las ventas es mayor.

### Neutralidad de los ingresos
Una cuestión clave que rodea al FairTax, es que si el impuesto tiene la capacidad de ser neutral para los ingresos, es decir, si el impuesto se traduciría en un aumento o una reducción de los ingresos fiscales federales generales. Economistas, grupos consultores y grupos de incidencia política, están en desacuerdo acerca de la tasa de impuesto requerido para el Fair Tax por ser verdaderamente neutra para los ingresos. Varios analistas utilizan diferentes supuestos, plazos y métodos debido a las drásticas diferencias entre las tasas de impuestos, lo cual hace difícil la comparación directa entre los estudios. Incluso, la elección entre las puntuaciones, estáticas o dinámicas, complica aún más el cálculo de las tasas de renta neutras.
Un estudio publicado en el 2006, en Tax Notes por el Instituto Beacon Hill de la Universidad de Suffolk y el Dr. Laurence Kotlikoff, estima que el Fair Tax sería neutral a los ingresos para el año fiscal 2007, a una tasa del 23,82% (31,27% en impuestos directos). El estudio afirma que el poder adquisitivo se transfiere a los contribuyentes estatales y locales de los gobiernos estatales y locales. Para recuperar los ingresos perdidos, los gobiernos estatales y locales tendrían que aumentar los impuestos o, de otra manera, cambiar las leyes fiscales con el fin de continuar con la recaudación de los mismos ingresos reales de sus contribuyentes. El Grupo Argos y la firma Arduin, Laffer & Moore Econometrics, publicaron, cada uno por su cuenta, un análisis que defendía la tasa de 23%. Mientras que los defensores del Fair Tax reconocen que los estudios anteriores no tomaban en cuenta de manera explícita la evasión de impuestos, también afirman que los estudios no ignoran por completo la evasión de impuestos bajo el Fair Tax. Estos estudios, presuntamente incorporan cierto grado de evasión de impuestos en sus cálculos mediante el uso de las cifras basadas en la cuenta de productos y el ingreso nacional, en inglés National Income and Product Account, el cual sostiene que el consumo total de los hogares es subestimado. Así mismo, tampoco representan las ganancias de capital que pueden ser realizadas por el gobierno de los Estados Unidos si se permitiera que los precios al consumidor fueran en aumento, lo cual reduciría el valor real nominal de la deuda pública de Estados Unidos.  Así mismo, esos estudios tampoco representan algún aumento en el crecimiento económico que muchos economistas, que investigan el plan, creen que ocurriría.
En contraste con los estudios anteriores, William G. Gale del Brookings Institution, publicó un estudio en Tax Notes que estima una tasa del 28,2% (39,3% en impuestos directos) para el año 2007, asumiendo el cumplimiento del contribuyente por completo y una tasa promedio del 31% (44 % en impuestos directos), desde el 2006 hasta el 2015. Asume que los recortes fiscales de Bush, expiren en la fecha prevista y da cuenta de la sustitución de  $ 3 trillones adicionales colectados a través del impuesto mínimo alternativo. El estudio también concluyó que si la base tributaria fuera erosionada en un 10 % debido a la evasión fiscal, la evasión de impuestos, o ajustes legislativos, la tasa promedio sería de 34 % (53 % en impuestos directos) por un período de 10 años. Un análisis dinámico en 2008 por el Instituto Baker de Política Pública, llegó a la conclusión de que una tasa del 28% (38.9% en impuestos directos) sería neutral sobre los ingresos para el año 2006. El Grupo Asesor del Presidente Bush para la Reforma Fiscal de la Federación, realizó un análisis en 2006 para sustituir al impuesto sobre la renta individual y corporativa con un impuesto sobre las ventas al por menor y estimó que la tasa debía ser del 25% (34% en impuestos directos), suponiendo un 15% en evasión de impuestos; y del 33% (49% en impuestos directos) con evasión de impuestos del 30%. La tasa tendría que ser sustancialmente más alta para reemplazar los impuestos adicionales reemplazados por el Fair Tax (impuestos de nómina, de herencia y de cesión de un inmueble). Varios economistas criticaron al estudio del Grupo Asesor del Presidente Bush por haber alterado, supuestamente, los términos del Fair Tax, utilizando una metodología poco sólida, o por fallar al explicar completamente sus cálculos.

## Artículos sujetos a impuestos y exenciones
El impuesto se aplicaría una vez en la venta final al por menor para el consumo personal en bienes y servicios nuevos. Las compras de artículos usados, las exportaciones y las transacciones intermedias de negocio a negocio no serían gravadas. También se excluyen las inversiones, tales como compras de acciones, fusiones y adquisiciones e inversiones de capital. Los ahorros y gastos de colegiatura estarían exentos, ya que serían considerados una inversión (en lugar de consumo final).
Un bien sería considerado "usado" y no sujeto a impuesto, si un consumidor lo posee antes de que el FairTax entre en vigor o si el FairTax ha sido pagado del bien con anterioridad, que puede ser diferente al del artículo que fue vendido con anterioridad. Los servicios personales, tales como el cuidado de la salud, servicios legales, servicios financieros, y reparaciones automóviles estarían sujetos al FairTax, también lo estaría el alquiler de apartamentos y otros bienes inmuebles. Alimentos, ropa, medicamentos y servicios médicos serían sujetos a impuestos. (Los impuestos estatales generalmente exentan este tipo de artículos de necesidades básicas en un esfuerzo por reducir la presión fiscal sobre las familias de bajos ingresos. El FairTax utilizaría un sistema de descuento mensual en lugar de las exclusiones del estado comunes.) Las compras por Internet serían gravadas, así como compras internacionales minoristas (como un barco o un coche) que son importadas a los Estados Unidos (recaudadas por el Servicio de Aduanas y Protección de Fronteras de Estados Unidos).

## Distribución de la carga fiscal

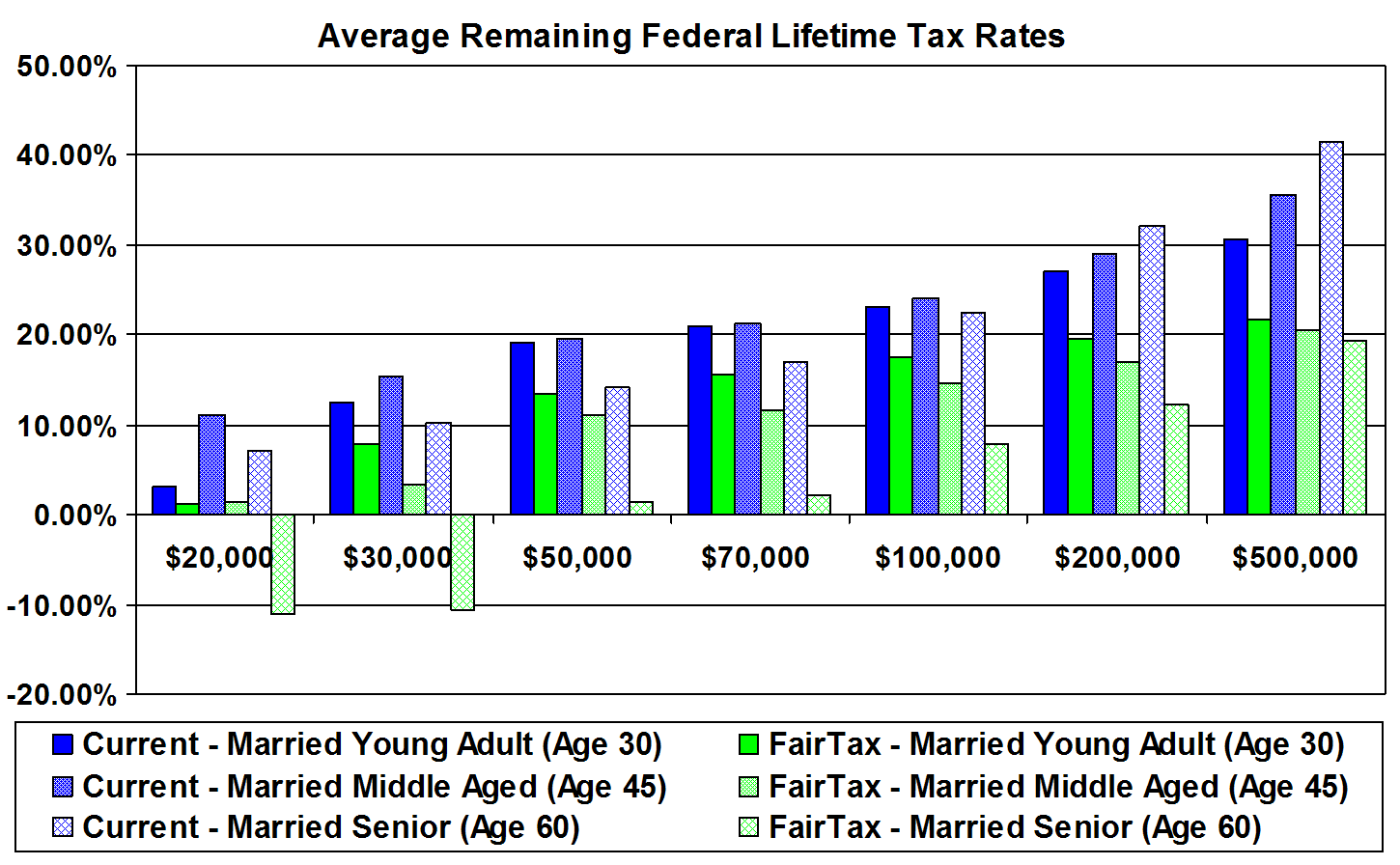
Un estudio de la Universidad de Boston sobre el FairTax. Tasas menores reclamadas en trabajadores a una mayor base impositiva, en sustitución de los impuestos regresivos, e impuestos de riqueza.

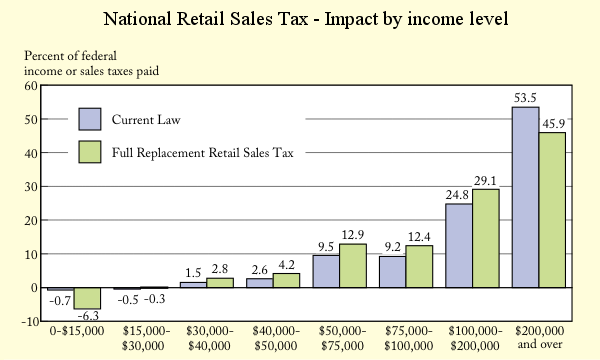
Análisis del Grupo Asesor del Presidente Bush sobre un impuesto nacional híbrido sobre las ventas. Las tasas más altas que recaen sobre la clase media buscan un reemplazo en un impuesto sobre la renta (no incluye la nómina, propiedades, y los impuestos sobre donaciones reemplazados bajo el FairTax).

El efecto del FairTax sobre la distribución de los impuestos o la incidencia fiscal (el efecto sobre la distribución del bienestar económico) es un punto de controversia. Los partidarios del plan sostienen que el impuesto podría ampliar la base tributaria, que sería progresiva; y que podría disminuir las cargas fiscales y empezar a gravar la riqueza reduciendo la brecha económica. Los oponentes argumentan que un impuesto nacional a las ventas sería inherentemente regresivo y que reduciría las cargas de impuestos pagados por las personas físicas con altos ingresos. Una persona que gana $ 2 millones al año podría vivir gastando $ 1 millón, y como resultado pagar sólo un 11% de sus ingresos de ese año en impuestos. Las familias en el extremo inferior de la escala de ingresos, suelen gastar todo su ingreso, mientras que los hogares en el extremo más alto de la escala suelen destinar una parte de sus ingresos al ahorro. Por lo tanto, según el economista William G. Gale, el porcentaje de los ingresos gravados es regresivo en los niveles de ingresos más altos porque el consumo impacta como un porcentaje de los ingresos.
Los ingresos, obtenidos y ahorrados, no serían gravados hasta que se hayan gastado bajo la propuesta. Los grupos familiares en el extremo superior del consumo, a menudo financian sus compras de los ahorros, y no de los ingresos. El economista Laurence Kotlikoff, establece que el FairTax haría al sistema de impuestos mucho más progresivo y generalmente equitativo. Además, sostiene que al gravar el consumo, es efectivamente el mismo que gravar los salarios más los impuestos a la riqueza. Un hogar de tres personas (por ejemplo, dos adultos de cualquier género y un niño; con reembolso que no considera el estado civil), que gasta $ 30,000 al año en artículos sujetos a impuestos, dedicaría aproximadamente el 3,4% del gasto total ([$ 6,900 de impuesto menos $ 5,888 de reembolso] / $ 30,000 gasto) al FairTax después de la devolución. El mismo hogar, gastando $ 125,000 en artículos sujetos a impuestos, gastaría alrededor de 18.3% ([$ 28,750 de impuesto menos $ 5,888 de reembolso] / $ 125,000 de gastos) en el FairTax. En los niveles más altos del gasto, el reembolse tiene menor impacto y la tasa se aproxima a 23% del gasto total. Por lo tanto, según el economista Laurence Kotlikoff, la tasa efectiva de impuestos es progresiva en el consumo.
Los estudios realizados por Kotlikoff y David Rapson, declaran que el Fair Tax reduciría significativamente los impuestos marginales sobre el trabajo y el ahorro, la reducción promedio general de las cargas fiscales tiempo de vida restante de los trabajadores actuales y futuros. Un estudio realizado por Kotlikoff y Sabine Jokisch, llegó a la conclusión de que los efectos a largo plazo de la Fair Tax recompensaban a los hogares de bajos ingresos con un 26,3% más de poder adquisitivo; a los hogares de ingresos medios con un 12,4% más de poder de compra; y a los hogares con ingresos altos con un 5% más de poder adquisitivo. El Instituto Beacon Hill, informó que el Fair Tax haría el sistema de impuestos federales más progresivo y beneficiaría al individuo promedio en casi todos los gastos deciles. En otro estudio, ellos afirman que el FairTax ofrecería la ampliación de la base de impuestos (un aumento de más de $ 2 billones de dólares), que permite al FairTax tener una tasa de impuestos más baja que la legislación fiscal vigente.
Gale, analizó un impuesto nacional a las ventas, diferente del FairTax en varios aspectos , e informó que la presión fiscal global sobre los estadounidenses de ingreso medio aumentaría, mientras que la presión fiscal sobre el 1% de la parte superior se reduciría. Un estudio realizado por el Instituto Beacon Hill, informó que el FairTax puede tener un efecto negativo sobre el bienestar de los individuos de ingreso medio durante varios años después de la implementación. De acuerdo con Grupo Asesor del Presidente Bush para la Reforma Fiscal de la Federación, reportó que en comparación con el impuesto sobre la renta de personas físicas y personas morales (con exclusión de los demás impuestos que FairTax sustituye) y un impuesto sobre las ventas con reembolso, el porcentaje de impuestos federales pagados por los que ganan entre $ 15,000 a $ 50,000 se podría elevar desde el 3,6% hasta el 6,7%, mientras que la carga sobre los que ganan más de $ 200,000 caería del 53,5% al 45,9%. El informe señala que el top 5% de los individuos verían disminuida su carga de 58,6% a 37,4%. Los partidarios del FairTax, argumentan que la sustitución del impuesto sobre la nómina es regresiva. Es decir, un impuesto total de 15,3% no incluido en el estudio del Grupo de Asesor, los impuestos sobre la nómina, incluyen un 12,4% del impuesto de Seguridad Social en los salarios de hasta $ 97,500 y un impuesto de 2,9% del Medicare, un total del 15,3% impuestos (que a menudo se divide entre empleado y empleador) cambia en gran medida la distribución de impuestos, y que el FairTax aliviaría la presión fiscal sobre los trabajadores de clase media.

## Efectos previstos
Los efectos previstos de la FairTax, son una fuente de desacuerdo entre economistas y otros analistas. De acuerdo con la revista Money, mientras que muchos economistas y expertos fiscales apoyan la idea de un impuesto sobre el consumo, muchos de ellos ven la propuesta del FairTax como el tener serios problemas con la evasión y la neutralidad de los ingresos. Algunos economistas, argumentan que un impuesto al consumo (como el FairTax) tendría un efecto positivo en el crecimiento económico, incentivos para que los negocios internacionales se ubiquen en los EE. UU., y aumento de la competitividad internacional de los Estados Unidos, un ajuste fiscal en las fronteras en el comercio mundial. El FairTax estaría libre de impuestos en interés de hipotecas (hasta un tipo de interés básico) y donaciones, pero algunos legisladores tienen preocupaciones por la pérdida de los incentivos fiscales en la propiedad de la vivienda y de las contribuciones a la caridad. También hay preocupaciones por el efecto en la industria de impuestos sobre la renta y la dificultad de la derogación de la Decimosexta Enmienda, para evitar que el Congreso re-introduzca un impuesto sobre la renta)

### Económicos
"Los Estadounidenses para los Impuestos Justos", también conocido como FairTax.org, establece que el impuesto equitativo impulsaría la economía de Estados Unidos y ofrece una carta firmada por ochenta economistas, entre ellos el premio Nobel Vernon L. Smith, quienes han avalado el plan. El Instituto Beacon Hill, estima que dentro de cinco años, el PIB real aumentaría un 10,7% con respecto al sistema actual; la inversión nacional un 86.3%; capital social en un 9.3%; el empleo un 9.9%; los salarios reales en un 10,2%; y el consumo un 1.8%. Arduin, Laffer & Moore Econometrics, proyectaron que la economía al ser medida por el PIB sería un 2.4% más alta en el primer año y un 11,3% más alto por el 10º año de lo que debería ser. Los economistas Laurence Kotlikoff y Sabine Jokisch, informaron el aumento de los incentivos para el trabajo y el ahorro. Para el 2030, el capital social de la economía aumentaría en un 43,7% con respecto al sistema actual: la producción en un 9.4%; y los salarios reales en un 11,5%. El economista John Golob, calcula un impuesto al consumo, al igual que el FairTax, traería un decremento en el interés a largo plazo de las tasas por un 25-35%. Un análisis en 2008, por el Instituto Baker de Política PúblicaM indicó que el plan generaría una mejora macroeconómica general significativa, tanto a corto plazo como a largo plazo, pero advirtió de problemas de carácter transitorio.
Los defensores del FairTax, argumentan que la propuesta proporcionaría la visibilidad de la carga tributaria y reduciría los costos de cumplimiento y eficiencia en un 90%, devolviendo una gran parte del dinero a la economía productiva. El Instituto Beacon Hill, llegó a la conclusión de que la FairTax se ahorraría $346 mil 51 millones en gastos administrativos; y sería un sistema tributario mucho más eficiente. Bill Archer, exjefe de la Comisión de Medios y Arbitrios, pidió a la Facultad de Econometría de la Universidad de Princeton, encuestar a 500 empresas europeas y asiáticas con respecto al efecto de sus decisiones de negocio si los Estados Unidos promulgaran el FairTax. 400 de esas compañías declararon que construirían su próxima planta en los Estados Unidos, y 100 empresas dijeron que moverían su sede corporativa a los Estados Unidos. Los partidarios argumentan que EE. UU. tiene la tasa legal corporativa sobre la renta más alta entre los países de la OCDE, además de ser el único país que no tiene elemento de ajuste en las fronteras de su sistema fiscal. Los defensores, afirman que debido a que el FairTax elimina los impuestos sobre la renta corporativa y que es automáticamente ajustable en las fronteras, la ventaja fiscal competitiva de los productores extranjeros sería eliminada inmediatamente, aumentando la competitividad de Estados Unidos en el extranjero y en el país.
Los detractores, señalan en un estudio encargado por la Federación Nacional de Minoristas en 2000 que encontró un proyecto de ley a nivel nacional de impuesto sobre las ventas presentada por Billy Tauzin, que la Ley del Impuesto de Libertad Individual (en inglés Individual Tax Freedom Act), traería consigo una disminución de tres años en la economía, una disminución de cuatro años en el empleo, y una disminución de ocho años en el gasto del consumidor.  El columnista de Wall Street Journal, James Taranto, establece que el FairTax es inadecuado para tomar ventaja de los efectos relacionados con la oferta y crearía un poderoso desincentivo para el gasto del dinero. John Linder, afirma que un estimado de $11 billones son depositados en cuentas extranjeras, y en gran parte para efectos fiscales; para lo cual, él afirma que de ser repatriados de nuevo a los bancos estadounidenses si se promulga el FairTax, estarían disponibles para el mercado de capitales estadounidenses, reduciendo las tasas de interés, y por otra parte promoviendo el crecimiento económico en los Estados Unidos. El procurador Allen Buckley, afirma que una enorme cantidad de riqueza fue ya repatriada en virtud de cambios en la ley en 2004 y 2005. Buckley también sostiene que si la tasa de impuestos fuese significativamente mayor, el FairTax desalentaría el consumo de productos nuevos y dañaría el crecimiento económico.

### Transición
Durante la transición, muchos o la mayoría de los empleados del IRS (105,978 en 2005) se enfrentarían a la pérdida de sus empleos. El Instituto Beacon Hill, estima que el gobierno federal sería capaz de recortar $8 mil millones de dólares del presupuesto del IRS de $ 11.01 mis millones (en 2007), reduciendo el tamaño de la administración federal de impuestos en un 73%. Además, los asesores de impuestos sobre la renta (muchos de temporada), los abogados fiscales, personal de cumplimiento fiscal en grandes y medianas empresas, y las compañías que venden software de preparación de impuestos, podrían enfrentarse a importantes caídas, y cambios o pérdidas de empleo. El proyecto de ley, mantendría el IRS durante tres años después de su implementación, antes de desarmar por completo al organismo, proporcionando a los empleados tiempo para encontrar otro empleo.
En el período anterior a aquel en el que el FairTax sería implementado, podría existir un fuerte incentivo para que los individuos compren bienes sin el impuesto sobre las ventas usando crédito. Después del que el FairTax entre en efecto, el crédito podría ser pagado mediante una nómina libre de impuestos. Si los incentivos de crédito no cambian, a los oponentes del FairTax les preocupa que pueda agravar un problema de deuda de los consumidores existentes. Los defensores del FairTax, manifiestan que este efecto también podría permitir a los individuos pagar su pre-FairTax, deuda existente con mayor rapidez, por lo que los estudios sugieren menores tasas de interés después del paso del FairTax.
Los individuos bajo el marco del sistema actual, quienes acumularon el ahorro de ingresos ordinario al optar por no gastar sus ingresos, pagaron los impuestos sobre la renta antes de que se colocaran en el ahorro (como una cuenta Roth IRA o CD). Cuando las personas gastan por encima del nivel de la pobreza, con el dinero ahorrado en el sistema actual, ese gasto estaría sujeto al FairTax. Las personas que vivan a través de la transición, pueden encontrar tanto sus ingresos y sus gastos gravados. Los críticos han señalado que el FairTax daría lugar a una doble imposición injusta para los ahorradores, y sugiere que no atiende el efecto de transición en algunos contribuyentes que han acumulado un importante ahorro de dólares después de impuestos, especialmente a los jubilados que han terminado su vida profesional y cambiaron a gastar lentamente sus ahorros de vida. Los partidarios del plan, sostienen que el sistema actual no es diferente, ya que los costos de cumplimiento y los "impuestos ocultos" incrustados en los precios de los bienes y servicios, producen que los ahorros sean gravados una segunda vez cuando ya son gastados. El reembolso podría suplir el ahorro acumulado, incluyendo a impuestos hasta el nivel de la pobreza. Los impuestos sobre la renta de las ganancias de capital, sucesiones, la seguridad social y las pensiones, serían eliminados bajo el FairTax. Además, la legislación del FairTax ajusta prestaciones de la Seguridad Social de los cambios en el nivel de precios, por lo que un porcentaje de aumento de los precios resultaría en un incremento porcentual igual a los ingresos de la Seguridad Social. Los partidarios sugieren que estos cambios compensarían el pago de la FairTax en condiciones de transición.

### Otros efectos indirectos
El FairTax, haría libre de impuestos a los intereses de las hipotecas hasta la tasa de interés de fondos federales para instrumentos como el plazo impuesto, según lo determinado por Departamento del Tesoro de los Estados Unidos; pero ya que el ahorro, la educación y otras inversiones serían libres de impuestos bajo el plan, el FairTax podría reducir el incentivo a gastar más en los hogares. Un análisis en 2008, por el Instituto Baker de Política Pública, llegó a la conclusión de que el FairTax tendría problemas significativos de transición para el sector de la vivienda, ya que la inversión ya no sería un impuesto favorecido. En un estudio del 2007, el Instituto Beacon Hill concluyó que el total las donaciones de caridad aumentarían debido al FairTax. A pesar de los aumentos en las donaciones, no se distribuirán proporcionalmente entre los distintos tipos de organizaciones benéficas. El FairTax también puede afectar la deuda pública estatal y local conforme las ventajas fiscales que el sistema de federal de impuestos ofrezca a los bonos municipales. Los autores creen que los beneficios al medioambientales se derivaran del FairTax a través de la economía ambiental y el re-uso y reventa de bienes usados. El exsenador Mike Gravel, argumenta la reducción significativa del papeleo para los formatos de cumplimiento y de impuestos del IRS, estimando el ahorro de unos 300,000 árboles cada año. Los defensores argumentan que el FairTax proporcionaría un incentivo para que los inmigrantes ilegales se legalizaran, ya que de otro modo no recibirían el reembolso. Los autores también creen que el FairTax tendría efectos positivos sobre las libertades civiles que a veces se cargan contra el sistema tributario, como la desigualdad social, la desigualdad económica, la privacidad financiera, la autoincriminación, búsqueda e incautación irrazonable, carga de la prueba, y el debido proceso.
Sí se aprueba el proyecto de ley FairTax, la eliminación permanente del impuesto sobre la renta no estaría garantizada; el proyecto del FairTax revocaría gran parte del código fiscal existente, pero la Decimosexta Enmienda permanecería en su lugar. La prevención de una nueva legislación de la reintroducción de impuestos sobre la renta requeriría una derogación de la Decimosexta Enmienda a la Constitución de los Estados Unidos, con una disposición especial que prohíba expresamente un impuesto sobre la renta federal. Esto se conoce como derogación agresiva. El separar los impuestos sobre la renta impuestos por los estados individuales no se verían afectadas por la derogación federal. Pasando el FairTax requeriría sólo una mayoría simple en cada Cámara del Congreso de los Estados Unidos junto con la firma del Presidente, mientras que la promulgación de una enmienda constitucional debe ser aprobada por las dos terceras partes de cada cámara del Congreso, y tres cuartas partes de los estados de manera individual en los Estados Unidos. Por tanto, es posible que la aprobación de la ley FairTax simplemente añada otro sistema de impuestos. Si un nuevo proyecto de impuestos sobre la renta se aprobara tras la aprobación del FairTax, un sistema híbrido podría desarrollarse; no obstante, no hay nada que impida un proyecto de ley para un sistema híbrido al día de hoy. Para abordar esta cuestión y evitar esa posibilidad, en el 111.º Congreso John Linder introdujo una cláusula de extinción contingente en el H.R. 25. Se requeriría la derogación de la Decimosexta Enmienda dentro de 8 años después de la aplicación del FairTax o, en su defecto, el FairTax expiraría. Los críticos también han argumentado que un impuesto sobre el consumo del gobierno estatal podría ser inconstitucional.

## Cambios en la economía al por menor
Dado que el FairTax no gravaría bienes usados, el valor se determina por la oferta y la demanda en relación con los productos nuevos. El diferencial de precios/márgenes entre bienes usados y otros productos nuevos podrían permanecer constante, ya que el costo y el valor de la mercancía usada se encuentran directamente relacionados con el costo y el valor de los nuevos productos. Debido a que el sistema de impuestos de EE. UU. tiene un efecto oculto en los precios, se espera que la adopción del FairTax disminuiría los costos de producción desde la eliminación de impuestos a empresas y los costos de cumplimiento, lo cual prevé compensar una parte del efecto del FairTax sobre los precios.

### Valor de los bienes usados
Dado que el FairTax no gravaría bienes usados, algunos críticos han argumentado que esto crearía un diferencial entre el precio de los productos nuevos y usados, lo cual puede tardar años para igualarse. Tal diferencial sin duda influiría en la venta de productos nuevos, como vehículos y viviendas. Del mismo modo, algunos partidarios han afirmado que esto crearía un incentivo para la comprar bienes usados, creando beneficios ambientales de la reutilización y reventa. Por el contrario, se argumenta que al igual que el sistema de impuestos que contiene costos fiscales incorporados (ver Teorías de precios al por menor), los bienes usados contendrían el costo incorporado del FairTax. Mientras que el FairTax no se aplicaría a ventas al por menor de bienes usados, el valor inherente de la mercancía usada incluiría el impuesto pagado cuando el bien fue vendido al por menor. El valor es determinado por la oferta y la demanda en relación con productos nuevos. El diferencial o margen de precios entre los bienes usados y nuevos productos, debe permanecer constante, ya que el costo y el valor de las mercancías usadas tienen relación directa con el costo y el valor de las nuevas mercancías.

### Teorías del precio al por menor

Un diagrama de oferta y demanda explicando el efecto de los impuestos sobre los precios.

En base con un estudio realizado por Dale Jorgenson, los defensores afirman que el costo de producción de bienes y servicios nacionales podría disminuir en aproximadamente un 22% en promedio, después de que los costos de impuestos incrustados se eliminasen, dejando la venta casi igual después de los impuestos. El estudio concluye que los precios de producción se reduciría entre un 15% y un 26%, dependiendo del tipo de producto o servicio. La investigación de Jorgenson incluye todos los impuestos sobre la renta y nómina en la estimación del impuesto integrado, el cual asume que el pago del empleado para el hogar (ingresos netos) se mantiene sin cambios respecto a los niveles de impuestos pre-FairTax. Los precios y salarios cambian después de que el FairTax pueda depender en gran medida de la respuesta de las autoridades monetarias de la Reserva Federal. La oferta de dinero de no alojamiento podría sugerir precios al por menor y llevar a casa el mismo pago, y los impuestos incrustados son sustituidos por el FairTax. El alojamiento completo sugeriría precios y un incremento de los ingresos por la tasa directa (es decir, 30%), y los impuestos incrustados se convierten en ganancias inesperadas. El alojamiento parcial sugeriría un grado variable en el medio.
Arduin, Laffer & Moore Econometrics estimaron que si las empresas proporcionan a sus empleados un salario bruto, incluyendo la retención de impuestos y la parte correspondiente al empleado de impuestos sobre la nómina, el costo de producción podría disminuir a un mínimo de 11.55% (alojamiento parcial). Esta reducción sería de la eliminación de los costos implícitos restantes, incluyendo los impuestos corporativos, los costos de cumplimiento, y la parte correspondiente al empleador de los impuestos sobre la nómina. Esta disminución podría compensar una parte del importe del FairTax que se refleja en los precios al por menor, que los proponentes sugieren es el escenario más probable. Bruce Bartlett, afirma que es poco probable que se reduzca los salarios nominales, lo que él cree que daría lugar a una recesión, pero que la Reserva Federal probablemente aumentaría la oferta de dinero para dar cabida a los aumentos de precios. David Tuerck, afirma que "las autoridades monetarias tendrían que considerar cómo el grado de acomodación, variando de cero a completo, afectaría a la economía global, y cómo este afectaría al bienestar de diversos grupos como los jubilados."
Las prestaciones de la Seguridad Social se ajustará también por los cambios de precios debido a la aplicación FairTax. El Instituto Beacon Hill, afirma que no tendría importancia, aparte de los problemas de transición, si los precios se bajan o suben, ya que la carga fiscal relativa y la tasa de impuestos siguen siendo las mismas. La disminución en el costo de producción no se aplicaría totalmente a los productos importados, por lo que de acuerdo con los proponentes, proporcionaría ventajas fiscales para la producción nacional y aumentaría la competitividad de EE. UU. en el comercio mundial. Para facilitar la transición, los minoristas de Estados Unidos recibirán un crédito fiscal correspondiente al FairTax en su inventario para permitir una rápida reducción de costos. Los minoristas también recibirían una tasa administrativa igual al mayor a $200, o 0.25% del impuesto remitido como compensación por los costos del cumplimiento, el cual asciende a alrededor de $5 mil millones.

## Efectos en el cumplimiento del código de impuestos
Una de las vías del incumplimiento es el mercado negro. Los partidarios del FairTax, afirman que el mercado negro es en gran parte libre de impuestos bajo el sistema fiscal actual. Los economistas estiman que la economía subterránea en los Estados Unidos, se encuentra entre uno y tres billones de dólares al año. Mediante la imposición del impuesto sobre las ventas, los partidarios argumentan que la actividad del mercado negro sería gravada aun cuando el producto de dicha actividad se gastan en consumo legal. Por ejemplo, la venta de narcóticos ilegales quedaría libre de impuestos en lugar de ser culpables de evasión de impuestos; los narcotraficantes serían culpables de no haber presentado impuesto sobre las ventas, pero se enfrentarían a los impuestos cuando utilicen sus ganancias de la droga para comprar bienes de consumo como alimentos, ropa y coches. Al gravar este dinero antes no gravado, los partidarios FairTax argumentan que los no declarantes tendrían que pagar parte de su cuota de lo que sería impuestos sobre la renta y nómina no cobrados.
Otros economistas y analistas han argumentado que la economía subterránea continuaría soportando la misma carga fiscal como antes. Afirman que la sustitución del actual sistema fiscal con un impuesto al consumo, no cambiaría el impuesto los ingresos generados por la economía subterránea, mientras que el ingreso ilícito no se gravaría directamente. El gasto de los ingresos procedentes de actividades ilícitas, resultados de los ingresos de negocios y los salarios, se gravan.

### El cumplimiento y la evasión fiscal

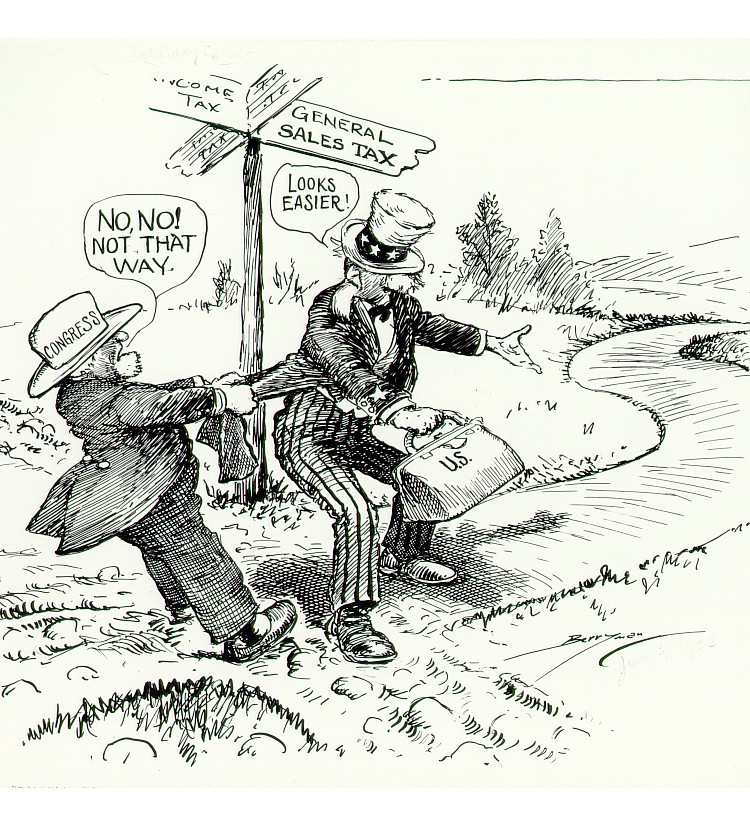
"No, No! No de ese modo"—Caricatura política de 1933 comentando sobre un impuesto general sobre la venta por encima de un impuesto sobre la renta.

Los defensores afirman que el FairTax reduciría el número de declarantes de impuestos en aproximadamente un 86% (de 100 millones de a 14 millones) y reduciría la complejidad a un sistema simplificado del impuesto sobre las ventas. La Oficina de Responsabilidad Gubernamental (GAO), entre otras, tienen específicamente identificada la relación negativa entre los costos de cumplimiento y el número de centros de coordinación para la recaudación. Bajo el FairTax, el gobierno federal sería capaz de concentrar los esfuerzos de aplicación del impuesto en uno solo. Los minoristas recibirían una tasa administrativa igual al mayor de $ 200, o 0,25% del impuesto remitido como compensación por el costo de cumplimiento. Además, los defensores afirman que la inmensa mayoría de las compras ocurren en grandes outlets de minoristas, por lo cual es poco probable que evadan el FairTax y además del riesgo de perder sus licencias de negocios. Las cifras del censo económico para el año 2002, muestran que el 48,5 % de las ventas de mercancías fueron realizadas por solo 688 empresas (minoristas "Big-Box"). El 85.7 % de todas las ventas al por menor, fueron hechas por 92,334 empresas que de ellas, 3,6% son empresas estadounidenses. En el sector de servicios, aproximadamente el 80% de las ventas se realizan por un 1.2% de las empresas de EE. UU..
El FairTax es un impuesto nacional, pero puede ser administrado por los estados en lugar de una agencia federal, lo cual puede tener relación con el cumplimiento cuando las propias agencias estatales puedan controlar y auditar dentro del estado. El 0,25% de las cantidades retenidas por los estados, llegan a los $ 5 mil millones que los estados tendrían disponible para su aplicación y administración. Por ejemplo, California debería recibir más de $500 millones para su aplicación y administración, que es más que el presupuesto de $327 millones de dólares por los impuestos en las ventas del estado y los impuestos especiales. Debido a que el dinero federal pagado a los estados sería un porcentaje de la recaudación total de ingresos, John Linder reclama que los estados tendrían un incentivo para maximizar las recaudaciones. Los defensores creen que los estados que elijan ajustarse a la base de impuestos federales, tendrían ventajas en la aplicación, el intercambio de información, y claras reglas de la asignación de ingresos interestatales. Un estudio realizado por el Instituto Beacon Hill, llegó a la conclusión de que, en promedio, los estados podrían reducir más que la mitad de sus tasas de impuestos sobre las ventas, y que las economías estatales se beneficiarían enormemente de la adopción del FairTax a nivel estatal.
Los oponentes al FairTax afirman que el cumplimiento disminuye cuando los impuestos no son retenidos automáticamente de los ciudadanos, y que la evasión fiscal masiva podría resultar en la recopilación en un solo punto en el sistema económico. Las tasas de cumplimiento también pueden bajar cuando se grave a entidades, en vez de ser por medio de un tercero, por medio del auto informe de sus obligaciones tributarias. Por ejemplo, el impuesto sobre la renta de personas ordinarias pueden ser retenido de forma automática y ser informado al gobierno por un tercero. Los impuestos sin retenciones y con autoinformes, como el FairTax, pueden ver tarifas más altas de evasión. El economista Jane Gravelle, del Servicio de Investigación del Congreso, encontró en estudios que las tasas de evasión de impuestos sobre la venta son a menudo por encima del 10%, aun cuando la tasa de impuesto sobre la venta es de un solo dígito. Publicaciones de impuestos por parte de la Organización para la Cooperación y el Desarrollo (OCDE), el FMI y la Institución Brookings han sugerido que el límite superior del impuesto sobre la venta es del 10% antes de los incentivos, lo que hace que la evasión sea demasiado grande para controlar. Según la GAO, el 80% de los funcionarios de impuestos estatales se oponen a un impuesto nacional sobre la venta como a una intrusión en su base fiscal. Los opositores también plantean problemas de evasión fiscal legal por el gasto y el consumo fuera de los EE. UU. , por lo que bienes importados estarían sujetos a la recaudación por medio de las aduanas, y protección de fronteras (U.S. Customs and Border Protection).
Economistas de la Universidad de Tennessee llegaron a la conclusión de que si bien habrá muchos efectos macroeconómicos deseables, la adopción de un impuesto nacional sobre la venta al por menor también tendría graves efectos sobre las finanzas gubernamentales a nivel estatal y local. El economista Bruce Bartlett declaró que si los estados no se ajustaban al FairTax, estos tendrían gran confusión y complicación de lo que es gravado por el estado y lo que está gravado por el gobierno federal. Además, los impuestos sobre la venta han eximido a todos con excepciones en algunos servicios debido a la enorme dificultad en gravar lo intangible. Bartlett sugiere que el estado puede no tener suficientes incentivos para hacer cumplir el impuesto. El economista de la Universidad de Míchigan, Joel Slemrod (galardonado con el Premio Ig Nobel de Economía en 2001), argumenta que los estados se enfrentan a problemas importantes en la aplicación del impuesto. "Incluso a una tasa promedio de alrededor del cinco por ciento, impuestos estatales son difíciles de administrar." El profesor de Derecho de la Universidad de Virginia, George Yin, establece que el FairTax podría tener problemas de evasión con operaciones de exportación e importación. El Grupo Asesor del Presidente Bush para la Reforma Fiscal de la Federación, informó que si el gobierno federal pusiera término al impuesto sobre la renta, los estados podrían optar por cambiar su recaudación de ingresos a los salarios. En la ausencia del Servicio de Impuestos Internos, sería más difícil para los estados mantener sistemas viables del impuesto sobre la renta.

### Economía subterránea o Mercado Negro
Quienes se oponen al FairTax argumentan que la imposición de un impuesto nacional de ventas al por menor podría conducir operaciones subterráneas y crear una vasta economía subterránea. En un sistema de impuestos sobre las ventas al por menor, la compra de bienes y servicios intermediarios que son factores de producción, no están gravados, producirían al final un bien destinado al consumidor que sería gravado. Los individuos y las empresas, pueden ser capaces de manipular el sistema de impuestos al afirmar que las compras son para los bienes intermediarios, cuando en realidad son las compras finales las que deben ser gravadas. Los defensores señalan que se requiere un negocio para tener el certificado de un vendedor registrado en el archivo, y debe llevar un registro completo de todas sus transacciones durante seis años. Las empresas también deben registrar todos los bienes sujetos a impuestos adquiridos durante siete años. Ellos están obligados a informar sus ventas cada mes (ver Compras personales versus compras empresariales). El gobierno también podría estipular que todos los vendedores minoristas ofrezcan a los compradores un recibo por escrito, independientemente del tipo de transacción (efectivo, crédito, etc.), lo que crearía un rastro de papel para la evasión con el riesgo de que el comprador los delate. Incluso, el FairTax autoriza una recompensa por informar de evasores de impuestos.
Mientras que muchos economistas y expertos fiscales apoyan un impuesto sobre el consumo, podrían surgir problemas con el uso de un impuesto sobre las ventas al por menor en lugar de un impuesto al valor agregado (IVA o VAT en inglés). Un IVA impone un impuesto sobre el valor añadido a cada paso intermedio de la producción, así que las mercancías llegan al consumidor final con la mayor parte del impuesto ya en el precio. El vendedor minorista tiene poco incentivo para ocultar las ventas al por menor, puesto que ya ha pagado gran parte de impuestos del bien. Es poco probable que los minoristas subvencionen la evasión de impuestos de los consumidores mediante el encubrimiento de ventas. Por el contrario, un minorista no paga ningún impuesto sobre las mercancías en un sistema de impuesto sobre las ventas. Esto proporciona un incentivo para que los minoristas oculten las ventas y se dediquen alarbitraje fiscal al compartir algunos de los ahorros fiscales ilícitos con el consumidor final. Citando a la evasión, Tim Worstall escribió en Forbes que del 20-25% de impuestos de consumo en Europa, simplemente no funcionan si se tratase de un impuesto sobre las ventas, es por eso que todos son un IVA. Laurence Kotlikoff, ha declarado que el gobierno podría obligar a las empresas a informar, a través de los formularios del tipo 1099, sus ventas a otras empresas, lo que proporcionarían los mismos registros que surgen en virtud de un IVA. En los Estados Unidos, un impuesto general a las ventas se impone en 45 estados, más el distrito de Columbia, contando más del 97 % de la población y la producción económica. Por esto, los defensores argumentan que ofrece una gran infraestructura para gravar las ventas que muchos países no tienen.

### Compras personales versus compras empresariales
Se les pide a las empresas que presenten informes mensuales o trimestrales en función del volumen de ventas, ventas sujetas a impuestos e impuestos de venta recaudados en su declaración fiscal de ventas mensual. Durante las auditorías, la empresa tendría que producir facturas por las compras empresariales que no pagaron los impuestos sobre ventas, y tendría que ser capaz de demostrar que fueron gastos reales de comercialización. Los defensores afirman la reducción significativa del 86% en la recolección de puntos que aumentarían en gran medida la probabilidad de auditorías de negocios, se lograría haciendo de la evasión de impuestos una práctica mucho más arriesgada. Además, la legislación del FairTax tiene varias multas y sanciones en caso de incumplimiento, y autoriza un mecanismo de notificación de fraudes fiscales para obtener una recompensa. Para evitar que las empresas compren todo para sus empleados, en un negocio familiar por ejemplo, los bienes y servicios adquiridos por la empresa para los empleados, que no son estrictamente para uso del negocio, serían gravable. El seguro, de salud o de gastos médicos, sería un ejemplo en cual la empresa tendría que pagar el impuesto del FairTax en este tipo de compras. Los bienes y servicios sujetos a impuestos, comprados por una organización no lucrativa calificada u organización religiosa con fines comerciales, no serían gravables.

## Movimiento FairTax

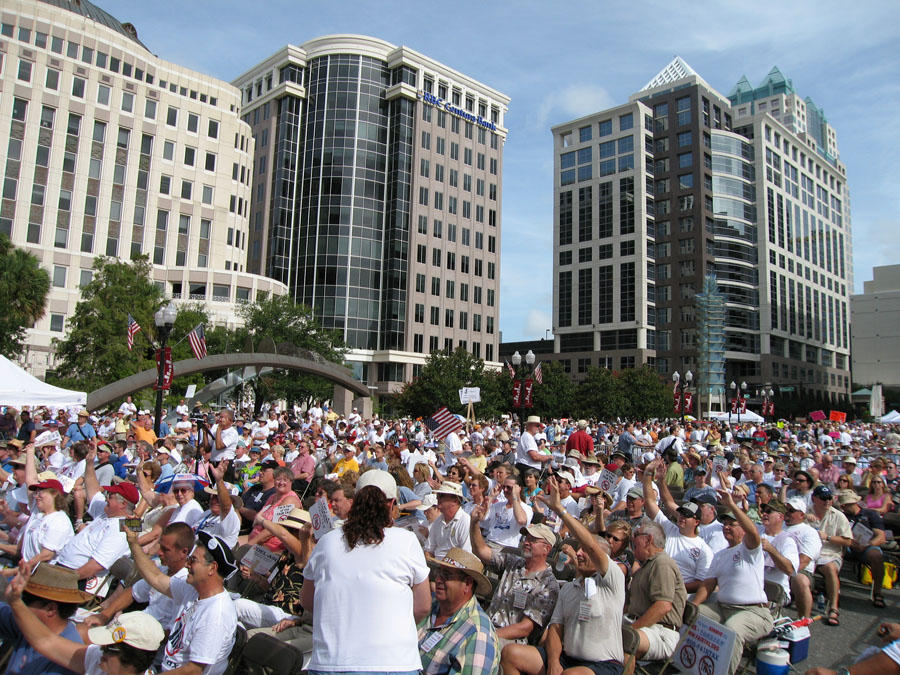
Reunión en apoyo al FairTax en Orlando, Florida el 28 de julio de 2006.

La creación del FairTax comenzó con un grupo de empresarios de Houston, Texas, que inicialmente financió lo que se ha convertido en el grupo de defensa política Estadounidense para los impuestos justos (AFFT), que ha crecido hasta convertirse en un gran movimiento de reforma fiscal. Esta organización, fundada en 1994, afirma haber gastado más de $20 millones en investigación, comercialización, cabildeo, y la organización de esfuerzos a lo largo de un período de diez años y está tratando de recaudar más de $ 100 millones más para promover el plan. El AFFT incluye al personal en Houston y un gran grupo de voluntarios que están trabajando para hacer que el FairTax sea promulgado. Bruce Bartlett ha denunciado que el FairTax fue ideado por la Iglesia de la Cienciología a principios de 1990, dibujando comparaciones entre la política fiscal y la doctrina religiosa desde la fe, cuyo mito de la creación sostiene que un gobernante malvado alienígena, conocido como Xenu, "utilizó falsas inspecciones fiscales como pretexto para destruir a sus enemigos." El representante, John Linder, dijo al Atlanta Journal-Constitution que Bartlett confundió el movimiento FairTax con los ciudadanos para un sistema fiscal alternativo que está afiliado a la Cienciología, que también busca abolir la impuestos federales y sustituirlos por un impuesto nacional de ventas al por menor. Leo Linbeck, Presidente y CEO del AFFT, declaró: "Como uno de los fundadores de los Estadounidenses para los impuestos justos, puedo afirmar categóricamente que la Cienciología no desempeña ningún papel en la fundación, investigación o elaboración de la legislación que da expresión a la FairTax."
Mucho apoyo se ha logrado por la personalidad de radio, Neal Boortz. El libro de Boortz, coescrito por el congresista de Georgia John Linder, titulado El libro FairTax, explica la propuesta y pasó un tiempo encabezando la lista del New York Times Best Seller. Boortz declaró que donó su parte de las ganancias a la caridad de promover el libro. Además, Boortz y Linder han organizado varias reuniones para dar a promover el apoyo al plan del FairTax. Otras personalidades de los medios de comunicación también han contribuido al creciente apoyo popular, entre ellos el ex-anfitrión de radio y televisión de un programa de entrevistas, Larry Elder; el exlocutor de radio y excandidato a la nominación republicana presidencial de 2012, Herman Cain; el anfitrión de Fox News y locutor de radio, Sean Hannity; y el anfitrión del Fox Business, John Stossel. El FairTax recibió una visibilidad adicional como uno de los problemas en la elección presidencial de 2008. En el debate del 30 de junio de 2007, se les preguntó a varios candidatos republicanos acerca de su posición en el FairTax y muchos respondieron que iban a firmar el proyecto de ley si fuesen elegidos. Los promotores más vocales del FairTax durante las elecciones primarias de 2008 fue el candidato republicano, Mike Huckabee; y el candidato demócrata, Mike Gravel. El Internet, blogosfera, y listas de correo electrónico, han contribuido a la promoción, organización y obtención de apoyo para la FairTax. En la primaria presidencial republicana del 2012, y su subsiguiente carrera presidencial en el Partido Libertario, el exgobernador de Nuevo México y empresario, Gary Johnson, hizo una campaña muy activa del FairTax. El ex CEO del restaurante Godfather's Pizza, Herman Cain, ha estados promoviendo al FairTax como el paso final de una reforma tributaria de fases múltiples. Fuera de los Estados Unidos, el partido político Herencia Cristiana de Canadá adoptó una propuesta del FairTax como parte de su plataforma electoral 2011, pero no ganó escaños en esa elección.

## Otras lecturas
- Kotlikoff, Laurence; Burns, Scott (2004). The Coming Generational Storm: What You Need to Know about America's Economic Future. MIT Press. ISBN 0-262-11286-8.McCaffery, Edward, J. (2006). Fair Not Flat: How to Make the Tax System Better and Simpler (Paperback edición). University of Chicago Press. ISBN 0-226-55561-5.
- Zodrow, George R.; Mieszkowski, Peter (2002). United States Tax Reform in the 21st Century (Hardcover edición). Cambridge University Press. ISBN 978-0-521-80383-0. (enlace roto disponible en Internet Archive; véase el historial, la primera versión y la última).

## Ligas Externa
- Wikiquote alberga frases célebres de o sobre FairTax.
- Wikimedia Commons alberga una categoría multimedia sobre FairTax.
- FairTax.org: Americans For Fair Taxation
- H.R.25: "FairTax Act of 2013" Archivado el 15 de junio de 2013 en Wayback Machine.: Text of House bill H.R.25
- S.122: Fair Tax Act of 2013 Archivado el 18 de diciembre de 2014 en Wayback Machine.: Text of Senate bill S.122
- Rob Woodall on the Fair Tax: Rob Woodall, The current sponsor of the Fair Tax, on his bill

- Datos: Q114834
- Multimedia: FairTax / Q114834